# Soto y Amío
Soto y Amío ist eine Gemeinde (Municipio)  mit 717 Einwohnern (Stand: 2024) im nordwestlichen Zentral-Spanien in der Provinz León in der Autonomen Gemeinschaft Kastilien-León. Die Gemeinde besteht neben dem namensgebenden Hauptort Soto y Amío aus den Ortschaften Bobia, Camposalinas, Canales-La Magdalena, Carrizal, Garaño, Irián, Lago de Omaña, Quintanilla, Santovenia, Villaceid und Villayuste.

## Geografie
Soto y Amío liegt im nördlichen Teil der Provinz León und liegt an den Südhängen des Kantabrischen Gebirges am Sil in einer Höhe von 1050 m. Durch den Osten der Gemeinde führt die Autopista AP-66. Die Stadt León liegt etwa 40 Kilometer südöstlich von Soto y Amío.

## Bevölkerungsentwicklung
| Jahr        | 1900 | 1970 | 1981 | 1991 | 2001 | 2011 | 2021 |
| ----------- | ---- | ---- | ---- | ---- | ---- | ---- | ---- |
| Einwohner   | 2192 | 1719 | 1301 | 1313 | 1083 | 901  | 766  |
| Quelle: INE |      |      |      |      |      |      |      |

## Persönlichkeiten
- Fidel García Martínez (1880–1973), Bischof von Calahorra

## Sehenswürdigkeiten

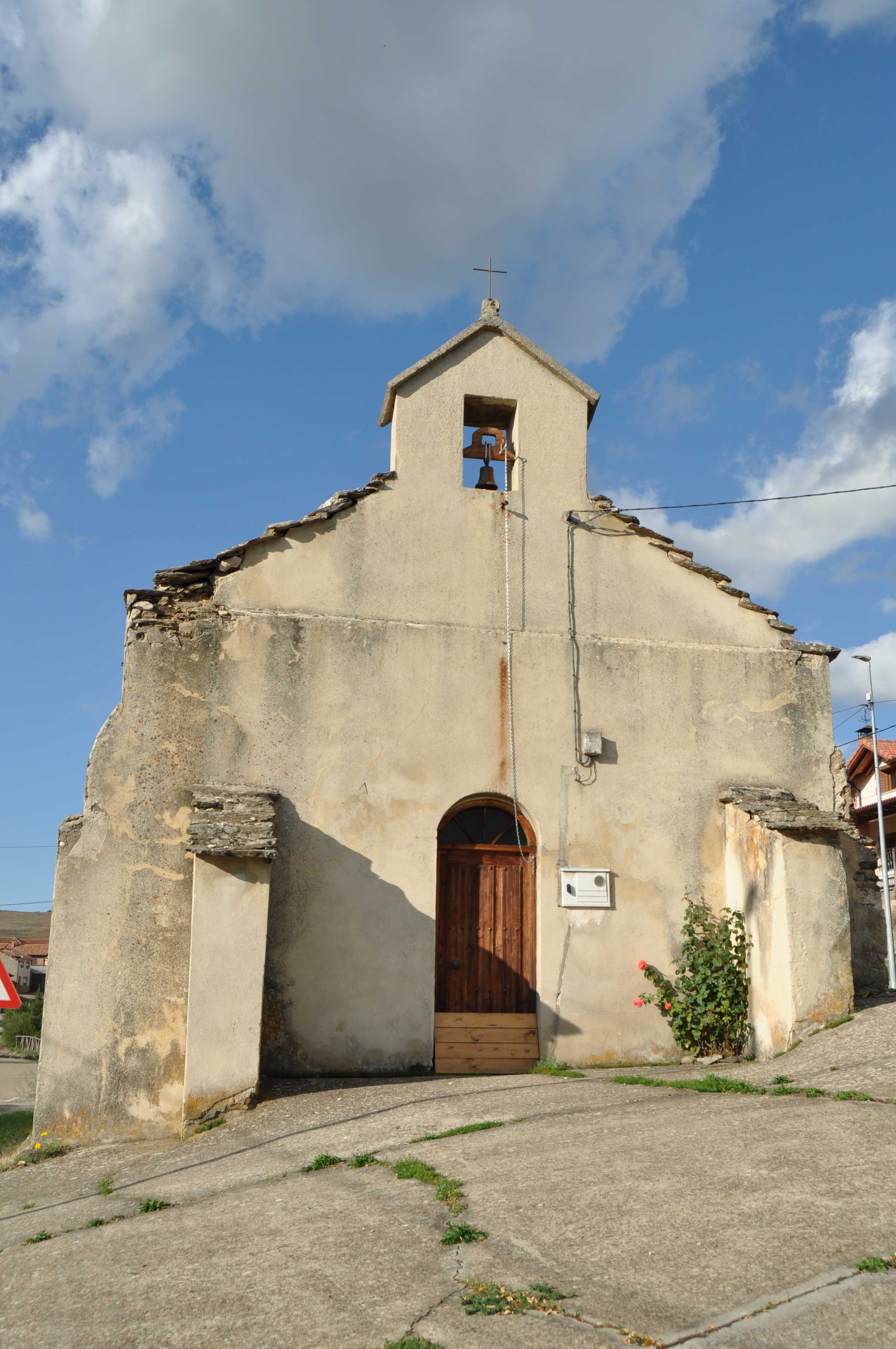
Kirche

- Kirche